# Osservatorio astronomico di Tradate FOAM13
L'osservatorio astronomico di Tradate FOAM13 è un osservatorio astronomico italiano situato nel comune di Tradate (VA), inaugurato nel 2007.

Si trova all'interno del Parco della Pineta di Appiano Gentile e Tradate, il cui ente parco è anche proprietario della struttura. L'attività di ricerca è appannaggio della Fondazione Osservatorio Astronomico "Messier 13" (FOAM13) mentre l'attività di divulgazione è gestita dalla cooperativa AstroNatura.

## Struttura
Il complesso legato alle attività astronomiche è composto da 3 edifici:
- l'osservatorio vero e proprio su due piani con la cupola sommitale (del diametro di 7,5 metri con intelaiatura in acciaio zincato e pannelli in alluminio di 3 mm), che contiene la principale strumentazione scientifica[2];
- l'edificio principale adibito ad uffici e sala conferenze, dove è presente anche il laboratorio eliofisico;
- l'edificio di supporto (con tetto scorrevole), con telescopi ausiliari per osservazioni e attività divulgativa[3].

## Strumentazione
Il telescopio principale, presente nella cupola, è un "T65" in configurazione newtoniana, con un diametro di 650 mm con focale f/5. È stato costruito dall'azienda DUB OPTIKA di Varese. Nell'edificio di supporto sono presenti 3 telescopi ausiliari, 1 rifrattore e 2 riflettori.
Nell'edificio principale è presente un laboratorio eliofisico, cioè con strumentazione adibita allo studio e alla divulgazione delle tematiche legate al Sole e in generale alla luce. Il laboratorio si serve della luce solare catturata dalla "torre solare" costruita sul tetto dell'edificio.

## Attività scientifica
L'attività scientifica è svolta dai membri della fondazione che ha in gestione il telescopio principale, e si occupa principalmente dello studio delle comete e delle stelle variabili. Nel 2009 l'osservatorio ha contribuito alla scoperta di due stelle variabili del tipo RR Lyrae e binaria a eclisse.